# Parabothus coarctatus
Parabothus coarctatus es una especie de pez de la familia Bothidae.

## Hábitat
Es un pez de mar.

## Morfología
Pueden llegar alcanzar los 22,5 cm de longitud total.

## Distribución geográfica
Se encuentra en las  costas de Nueva Caledonia, sur de Japón y Hawái.